# Serra de Can Cademont
La Serra de Can Cademont és una serra situada al municipi de Palol de Revardit a la comarca del Pla de l'Estany, amb una elevació màxima de 246,6 metres.